# نادي الميناء موسم 2023–24
موسم 2023–24 هو الموسم الأول لنادي الميناء في دوري نجوم العراق الذي تشكل حديثًا، وموسمهُ السابع والأربعين في دوري الدرجة الأولى لكرة القدم العراقية.